# Janine Krippner
Pour les articles homonymes, voir Krippner.
Janine Krippner est une volcanologue physique néo-zélandaise qui utilise la télédétection pour étudier les coulées pyroclastiques et elle est également une vulgarisatrice scientifique populaire.

## Formation
Krippner est née à Te Awamutu, en Nouvelle-Zélande. Elle a complété son bachelor (2006) et sa maîtrise (2009) à l'Université de Waikato sous la direction de Roger Briggs. Pour ce travail, elle a étudié le mont Ngauruhoe, un stratovolcan actif basaltique andésite-à- andésite . Elle a travaillé pour Shell Australia (en) entre 2010 et 2012 en tant que géoscientifique diplômée. Elle a obtenu son doctorat avec une thèse intitulée "Large dome collapse driven block-and-ash flow on Shiveluch volcano, Kamchatka, and pyroclastic flow on Mount St. Helens", à l'Université de Pittsburgh en 2017, financé par la NASA. Alors qu'elle était étudiante au doctorat, elle a été répertoriée par Wired comme l'une des meilleures scientifiques à suivre sur Twitter. Krippner a été nommée Phipps (en) Science Communication Fellow en 2015.

## Recherche et carrière
Krippner a rejoint l'Université Concord en tant que chercheuse postdoctorale en 2018, où elle a poursuivi ses recherches de doctorat sur les courants de densité pyroclastiques. Elle faisait partie d'un projet de téphra volcanique THROUGHPUT: Standards and Services for Community Curated Repositories, examinant les gisements volcaniques de la chaîne des Cascades,. Le projet, financé par le programme EarthCube de la Fondation nationale pour la science (NSF), cherche à rendre compte de la recherche en sciences de la Terre à l'aide d'outils en ligne, de médias sociaux et de bases de données accessibles au public.
Entre 2019 et 2020, Krippner a travaillé en tant que scientifique sous contrat pour le programme mondial de volcanisme (GVP) de la Smithsonian Institution écrivant des rapports d'activité volcanique pour leur Bulletin du réseau mondial de volcanisme, et plus tard en tant que spécialiste de la collecte d'images et de la sensibilisation pour mettre à jour la photo légendes, réviser les galeries d'aléas volcaniques en coordination avec le projet VolFilms, et élargir la collection d'images GVP, tout en continuant à rédiger des rapports sur les volcans.
Krippner est surtout connue pour sa présence active sur les réseaux sociaux, partageant des histoires sur les éruptions volcaniques,. Krippner a suivi l'activité du mont Agung depuis Pittsburgh en utilisant les médias sociaux et les informations de surveillance officielles, en fournissant des explications claires sur le langage technique et en orientant les gens vers des sources fiables,. Elle a utilisé Twitter pour fournir des informations sur l'activité du volcan en anglais, aidant les touristes sur place,,. En raison de ses efforts lors de l'éruption d'Agung, elle a reçu le prix Geosciences in the Media pour 2020 de l'American Association of Petroleum Geologists (en) (AAPG).
Krippner tient un blog scientifique populaire In the Company of Volcanoes avec Alison Graettinger. Elle a été rédactrice en chef de la revue en libre accès Volcanica. Avec Erik Klemetti, en 2019, elle a commencé à animer le podcast Popular Volcanics.

## Prix et distinctions
- Prix Geosciences in the Media pour 2020 de l'American Association of Petroleum Geologists (en) (AAPG).

## Publications (sélection)
- (en) Robin Lacassin, Maud Devès, Stephen P. Hicks, Jean-Paul Ampuero, Remy Bossu, Lucile Bruhat, Desianto F. Wibisono, Laure Fallou, Eric J. Fielding, Alice-Agnes Gabriel, Jamie Gurney, Janine Krippner, Anthony Lomax, Muh. Ma'rufin Sudibyo, Astyka Pamumpuni, Jason R. Patton, Helen Robinson, Mark Tingay et Sotiris Valkaniotis, « Rapid collaborative knowledge building via Twitter after significant geohazard events », Geoscience Communication, Copernicus, vol. 3, no 1,‎ 15 mai 2020, p. 129-146 (ISSN 2569-7110, DOI 10.5194/GC-3-129-2020).
- (en) Janine B. Krippner, Alexander B. Belousov, Marina G. Belousova et Michael S. Ramsey, « Parametric analysis of lava dome-collapse events and pyroclastic deposits at Shiveluch volcano, Kamchatka, using visible and infrared satellite data », Journal of Volcanology and Geothermal Research, Elsevier, vol. 354,‎ avril 2018, p. 115-129 (ISSN 0377-0273 et 1872-6097, DOI 10.1016/J.JVOLGEORES.2018.01.027).